# Tout un jour
Tout un jour è il quarto album in studio della cantante canadese Isabelle Boulay, pubblicato nel 2004.

## Tracce
1. C'est quoi, c'est l'habitude — 4:11
2. Une autre vie — 3:56
3. Ici — 3:35
4. Aimons-nous — 3:38
5. Celui qui dort avec moi — 3:46
6. Un chanteur sans mélodie — 3:43
7. En t'attendant — 4:22
8. Tout un jour — 3:45
9. J'irai jusqu'au bout — 4:21
10. Jamais — 4:35
11. Tout au bout de nos peines (duetto con Johnny Hallyday) — 3:34
12. Je sais ton nom — 5:58
13. Telle que je suis — 4:03
14. Je voudrais — 2:21